# Kleiner Löffler
Die Kleiner Löffler, auch Kleine Löffelspitze oder Purtschellerspitze, ist ein 3045 m ü. A. hoher Berggipfel des Prettaukamms in der Venedigergruppe. Der Gipfel liegt an der italienisch-österreichischen Staatsgrenze und wurde erstmals am 13. August 1904 von A. Langbein bestiegen.

## Lage
Der Kleine Löffler befindet sich an der italienisch-österreichischen Staatsgrenze bzw. an der Grenze der Osttiroler Gemeinde  St. Jakob in Defereggen im Süden und der Südtiroler Gemeinde Prettau im Norden. Der im Nordosten des Prettaukamms gelegene Berggipfel wird im Südwesten durch die Löfflergratscharte (2968 m ü. A.) vom Nordostgipfel des Löfflergrat (3124 m ü. A.) und im Osten durch die Kematerscharte (2934 m ü. A.) von der Kemetspitze (3004 m ü. A.) getrennt. Nördlich der Kemetspitze verläuft das Südtiroler Röttal, südlich liegt der Talschluss des Schwarzachtals. Die Bergflanken des Kleinen Löfflers sind durch den Nationalpark Hohe Tauern bzw. den Naturpark Rieserferner-Ahrn unter Schutz gestellt. Nächstgelegene Schutzhütte ist die Lenkjöchlhütte im Norden.

## Aufstiegsmöglichkeiten
Der Normalweg auf den Kleinen Löffler nimmt seinen Ausgang im Schwarzachtal, das von Südtirol aus über das Klammljoch oder von Osttirol aus über das Alpengasthaus Oberhaus (St. Jakob in Defereggen) erreicht werden kann. Der Anstieg durch das Schwarzachtal folgt der Schwarzach bis in den Talschluss. Vom Talschluss besteht die Möglichkeit entweder in die Löfflergratscharte und über den Südwestgrat oder in die Kematerscharte und über den Ostgrat aufzusteigen (I-II). Deutlich schwieriger gestaltet sich die Überwindung des direkten Ostgrats bzw. der Südostwand (III+ bzw. III).